# Brunei a 2011-es úszó-világbajnokságon
Brunei a 2011-es úszó-világbajnokságon két úszóval vett részt.

## Úszás
Férfi
| Versenyző        | Esemény                      | Selejtező | Selejtező | Elődöntő          | Elődöntő          | Döntő             | Döntő             |
| Versenyző        | Esemény                      | Idő       | Helyezés  | Idő               | Helyezés          | Idő               | Helyezés          |
| ---------------- | ---------------------------- | --------- | --------- | ----------------- | ----------------- | ----------------- | ----------------- |
| Christian Nikles | Férfi 50 méteres gyorsúszás  | 25.86     | 72        | Nem jutott tovább | Nem jutott tovább | Nem jutott tovább | Nem jutott tovább |
| Christian Nikles | Férfi 100 méteres gyorsúszás | 57.44     | 81        | Nem jutott tovább | Nem jutott tovább | Nem jutott tovább | Nem jutott tovább |
| Anderson Lim     | Férfi 200 méteres gyorsúszás | 2:06.40   | 59        | Nem jutott tovább | Nem jutott tovább | Nem jutott tovább | Nem jutott tovább |
| Anderson Lim     | Férfi 400 méteres gyorsúszás | 4:34.95   | 47        |                   |                   | Nem jutott tovább | Nem jutott tovább |